# Telèsias (escultor)
Telèsias o Telèsies (en llatí Telesias, en grec antic Τελεσίας) fou un escultor grec nascut a Atenes en època desconeguda.
Únicament el menciona Climent d'Alexandria (Προτρεπτικὸς εἰς Ὑπομονήν (Exhortatio ad Patientiam) p. 18, Sylb.), que diu que va fer estàtues de Posidó i Amfitrite, adorats a l'illa de Tenos, de nou cúbits d'altura. Dona com a referència a Filòcor.